# المجلس الوطني لمكافحة التمييز
المجلس الوطني لمكافحة التمييز (بالبرتغالية: Conselho Nacional de Combate à Discriminação‏) هو مجلس فيدرالي للمثليين تم إنشاؤها في 9 ديسمبر 2010، من قبل «المرسوم الرئاسي رقم 7.388» الذي وقعه الرئيس لويس إيناسيو لولا دا سيلفا ووزير حقوق الإنسان باولو فانوتشي. يقع المجلس في المقاطعة الفدرالية البرازيلية، في مدينة برازيليا.